# Nomada hydrophylli
Nomada hydrophylli är en biart som beskrevs av Swenk 1915. Nomada hydrophylli ingår i släktet gökbin, och familjen långtungebin. Inga underarter finns listade i Catalogue of Life.